# Lonchoptera africana
Lonchoptera africana är en tvåvingeart som beskrevs av Adams 1905. Lonchoptera africana ingår i släktet Lonchoptera och familjen spjutvingeflugor.
Artens utbredningsområde är Zimbabwe. Inga underarter finns listade i Catalogue of Life.